# CPUSA
A CPUSA (Communist Party USA) egy amerikai marxista-leninista párt, ami 1919-ben alakult. 2011-ben kb. 2000 tagja volt, 2024-re azonban már 20 ezer tagot számlált a párt.

## Története
A 20. század első felében, a CPUSA volt a legnagyobb és legbefolyásosabb kommunista párt az Amerikai Egyesült Államokban. 1938-ra 75 ezer taggal büszkélkedhettek, ám a Molotov-Ribbentrop paktum és a sztálinista politika legitimálása miatt a CPUSA is agresszorként ítélte el Churchillt és Rooseveltet. A Szovjetunió megtámadása után a korábban szorgalmazott sztrájkok helyett a sztrájkok letörése, a világbéke helyett a hadiipar támogatása lett a fő cél. A párt vezetői a fasizmus elleni egységet hangoztatva gondosan ügyeltek arra, hogy az afroamerikai tagság polgárjogi küzdelmét akadályozzák. A hidegháború kezdetén aztán egyre több immanens kritika érte a pártot. 
A Truman-kormányzat hűségeskü-rendelete, a feketelistázások és a McCarthy-éra az aktív tagok számának drasztikus zuhanásához vezetett. A párt 1948-ban előbb háromfelé szakadt, hamarosan pedig föld alá kényszerült: a kormányzat 1954-ben törvényen kívül helyezte a CPUSA-t. Egyre többen léptek ki, és 1958-ban hivatalos lapja, a Daily Worker is megszűnt. 
Az 1960-as évek új baloldala egy gyökeresen más mozgalmat hozott létre, és stabil társadalmi bázist épített ki. Kiálltak a civil- és polgárjogi mozgalmak mellett, aktívan támogatták a béketörekvéseket. Az 1990-es évekre a tagság túlnyomóan spanyolajkúakból és afroamerikaiakból állt, akik a 2000-es évek elejétől a helyi kormányzatokban George W. Bush távozását és az iraki háború befejezését követelik.
10 alkalommal indítottak jelöltet az amerikai elnökválasztásokon, 1948-ban és 1952-ben nem volt jelöltjük, ehelyett beálltak a korábbi alelnök Henry A. Wallace mögé '48-ban, majd négy év múlva az ugyancsak baloldali Progresszív Párt jelöltjét, Vincent Hallinant támogatták. Utoljára önálló elnökjelöltet 1984-ben állított a CPUSA, az akkori pártvezető Gus Hall személyében.